# Неа Елада
„Неа Елада“ (на гръцки: Νέα Ελλάδα) е издателство на Централния комитет на Комунистическата партия на Гърция. Издава марксическа литература, спомени и други.
Македонският отдел на „Неа Елада“ е ръководен от Атанас Пейков в Букурещ, Румъния. Чрез „Буквар“ и „Граматика на македонския език“ (1952) промотира така наречената Егейска македонска литературна норма. Сред периодичните му издания са „Демократис“ в Полша, „Левтерия“ в България, „Македонски живот“, „Илинден“ и „Македонче“ в Румъния, „Народен борец“ в Чехословакия, „Народна борба“ в Унгария, „Неа Зои“, „Прос Ти Ники“ в Ташкент, СССР.
- Корица на „География на Гърция“, издадена в Букурещ от „Неа Елада“.
- Корица на „Кървава македонска сватба“